# Erika Stang
Erika Stang (Hønefoss, 1 september 1861 – Christiania, 28 oktober 1898) was een Noors pianiste.
Erika Stang werd als eerste van tien kinderen geboren in het gezin van Johan Stang (1829-1877) en Fredrikke Dorothea Kamstrup (1838-1926). Ze kwam zelf niet aan trouwen toe. Ze overleed op 37-jarige leeftijd een dag nadat haar broer Thomas, die 28 jaar was, aan een ongeval overleed.
Ze kreeg haar opleiding, net als van Martin Knutzen van Agathe Backer-Grøndahl en Universiteit van de Kunsten te Berlijn. Ze gaf vanaf 1881 pianoles. Datzelfde jaar kreeg ze een kleine studiebeurs van 150 Noorse kroon om haar opleiding als pianolerares te voltooien. Daarna volgden van diverse kanten nog financiële ondersteuning, bijvoorbeeld uit de Schäffers Legat uit Bergen.
Enkele concerten:
- 28 oktober 1889: ze begeleidde acteur/zanger Fredrikke Jensen tijdens een liederenavond in Fredrikstad
- 7 maart 1890: ze begeleidde opnieuw Fredrikke Jensen
- 6 november 1894:  ze ondersteunde pianist Gustav Adolf Nielsen en Kirsten Nicolaisen
- 26 november 1894 met violist Hans Knudsen en fluitist Axel Andersen

- Bibsys: 90176709
- International Standard Name Identifier: 0000 0004 8923 2608
- Virtual International Authority File: 190149106185468491405